# Klaus-Dieter Fischer
Klaus-Dieter Fischer (* 27. Dezember 1940 in Bremen) ist ein ehemaliger deutscher Fußballfunktionär. Er war von 2003 bis 2014 Präsident des SV Werder Bremen.

## Leben
Fischer war seit 1965 fast 40 Jahre in der Bremer Verwaltungsschule tätig. Ab 1979 bis Ende 2003 war er Direktor der Bremer Verwaltungsschule und Leiter des Aus- und Fortbildungszentrums (AFZ) in Bremen. In seiner Ära hat sich die Verwaltungsschule von einer Beamtenschule zu einem Aus- und Fortbildungszentrum für den bremischen öffentlichen Dienst weiterentwickelt.
Fischer ist seit 1955 Mitglied bei Werder Bremen. Von 1970 bis 2014 war er Mitglied im Präsidium des Vereins, zunächst als 3. Präsident, ab 1974 als Vizepräsident und schließlich ab 2004 als Präsident. Von 2004 bis 2014 war Fischer zudem einer von drei Geschäftsführern bei der für den Profisport ausgegliederten Kapitalgesellschaft SV Werder Bremen GmbH & Co. KG aA, mit Zuständigkeit für das Leistungszentrum Fußball, Frauenfußball, andere Sportarten und CSR-Management. Davor war er im Verein Schiedsrichter, Schatzmeister der Amateurabteilung, Jugendtrainer, Jugendbetreuer, von 1970 bis 1974 dritter Präsident, von 1974 bis 1999 Vizepräsident und von 1999 bis 2003 Vorstandsmitglied. Am 24. November 2014 wurde er von der Mitgliederversammlung des SV Werder Bremen einstimmig zum Ehrenpräsident gewählt. Am 19. Dezember 2014 wurde Klaus-Dieter Fischer, der zuvor auf eigenen Wunsch von seinen Ämtern bei Werder Bremen zurückgetreten war, offiziell im Bremer Rathaus verabschiedet. Ihm zu Ehren wurde die Werder-Sporthalle in der Hermine-Berthold-Straße in Bremen in Klaus-Dieter-Fischer-Halle umbenannt.
Fischer, der direkt gegenüber dem Weserstadion wohnt, ist verheiratet und hat zwei Kinder.

## Ehrungen
- 2009 Goldene Wappennadel der Stadt Lohne
- 2011 Ehrennadel in Gold der Stadt Immenhausen
- 2013 Verdienstmedaille des Niedersächsischen Fußballverbandes
- 2013 Goldene Ehrennadel des DFB
- 2014 Ehrenschild des Landkreises Kassel
- 2015 Ehrenmitglied des Norddeutschen Fußballverbandes
- 2015 Goldene Stadtmedaille Lohne
- 2016 Ehrenmitglied des Bremer Fußballverbandes

## Veröffentlichungen
- mit Horst Bosetzky und Hans-Joachim Tiefensee: Soziologie. Eine Einführung für Angehörige des öffentlichen Dienstes. Maximilian-Verlag, 1973, ISBN 3-7869-0084-1.
- mit Jürgen Prüser: Einführung in den Marxismus-Leninismus. Maximilian-Verlag, 1974, ISBN 3-7869-0074-4.
- mit Rainer Kulmann und Jürgen Rohdenburg: Die Bundesorgane. Eine programmierte Unterweisung. Maximilian-Verlag, 1976, ISBN 3-7869-0084-1.
- mit Rainer Kulmann und Jürgen Rohdenburg: Die Bundesorgane. Eine programmierte Unterweisung, Teil 2. Maximilian-Verlag, 1980, ISBN 3-7869-0132-5.
- mit Jürgen Prüser und Walter Schmolz: Techniken des geistigen Arbeitens. Maximilian-Verlag, 1982, ISBN 3-7869-0161-9.
- mit Heinz Fricke: Du bist Werder Bremen. Bekannte und unbekannte Geschichten aus einem halben Werder-Jahrhundert erzählt vom „Vize“. Bremer Tageszeitungen, 2015, ISBN 978-3-938795-55-2.